# Galvács
Galvács is een plaats (község) en gemeente in het Hongaarse comitaat Borsod-Abaúj-Zemplén. Galvács telt 112 inwoners (2001).